# Wei Yuan
Wei Yuan (ur. 23 kwietnia 1794 w Shaoyang w prow. Hunan, zm. 26 marca 1857 w Hangzhou w prow. Zhejiang) – chiński uczony, urzędnik i historyk z czasów dynastii Qing. Uczeń Liu Fenglu, wywarł wielki wpływ na poglądy Kang Youweia.
Należał do ruchu urzędników energicznie angażujących się w sprawy państwowe i próbujących zwiększyć efektywność administracji. Próbował łączyć obowiązującą konserwatywną ideologię z praktycznymi rozwiązaniami mającymi ułatwić funkcjonowanie państwa. Postulował m.in. przewożenie ryżu z delty Jangcy do Pekinu drogą morską wokół półwyspu Shandong, zamiast kłopotliwego spławiania go lądem przez Wielki Kanał. Przyczynił się także do reformy akcyzy solnej. W 1826 roku opublikował Huangchao jingshi wenbian (皇朝經世文編), zbiór ponad 2000 tekstów poświęconych sprawom skarbowym i sztuce władania państwem. 
Jako filozof był zwolennikiem tzw. szkoły nowych tekstów, zmierzającej do reinterpretacji klasyków konfucjanizmu. Jej przedstawiciele uważali, że neokonfucjanizm epoki Song wypaczył oryginalną myśl Konfucjusza.
Znany także jako wielki historyk, napisał rozprawę o historii chińskiej wojskowości za czasów Qingów (聖武記, Shengwu Ji), a także pomógł Linowi Zexu zredagować w 1844 roku Haiguo Tuzhi (海國圖志), traktat poświęcony państwom zamorskim. Choć Haiguo Tuzhi utrzymane było w duchu tradycyjnej pogardy wobec świata zewnętrznego, zawierało w sobie pierwsze tłumaczenia tekstów z zachodnich języków, a sam Wei zaproponował w nim selektywne korzystanie z osiągnięć barbarzyńców dla wzmocnienia Chin. Sformułował hasło „przyswajania technologii zachodnich w celu zatrzymania Zachodu” (师夷之长技以制夷, shīyí zhī chángjì yǐ zhìyí).